# 朝阳错
朝阳错（藏語：ཁྲའོ་ཡང་མཚོ，威利转写：khra'o yang mtsho，THL：Traoyang Tso）位于中国西藏自治区那曲市尼玛县境内，地处尼玛县北部，可可西里山余脉萨玛绥加日山南麓。湖面海拔4740米，面积22.8平方公里。湖区气候干寒，年均气温-6～-4℃，年均降水量100～150毫米。湖水主要靠时令河补给。